# Erasmus W. Beck

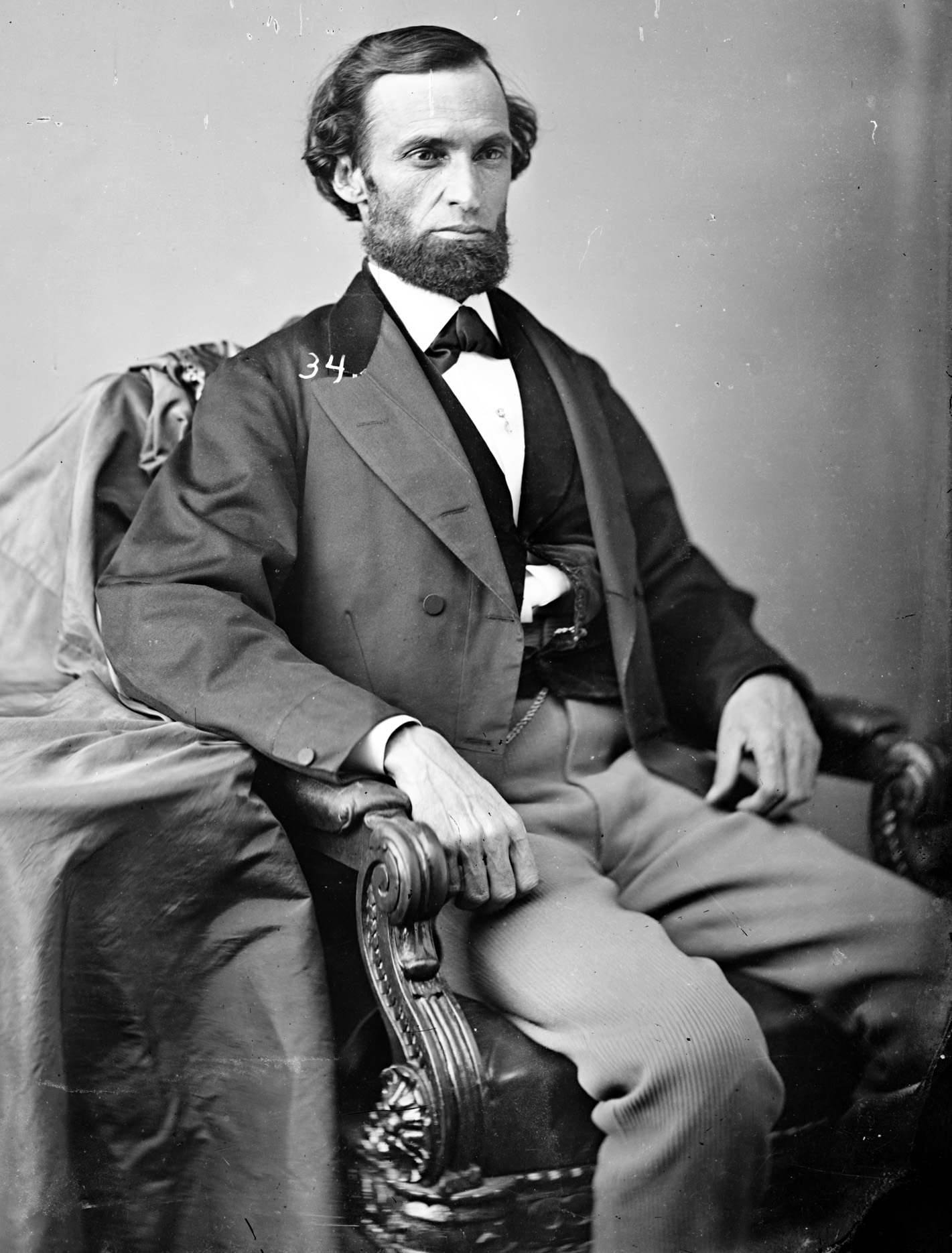
Erasmus W. Beck

Erasmus Williams Beck (* 21. Oktober 1833 in McDonough, Georgia; † 22. Juli 1898 in Griffin, Georgia) war ein US-amerikanischer Jurist und Politiker. Zwischen 1872 und 1873 vertrat er den Bundesstaat Georgia im US-Repräsentantenhaus.

## Werdegang
Erasmus Beck besuchte sowohl öffentliche als auch private Schulen und studierte danach zwei Jahre lang bis 1855 an der Mercer University in Macon. Aus gesundheitlichen Gründen musste er das Studium abbrechen und nach McDonough heimkehren. Nach einem Jurastudium und seiner 1856 erfolgten Zulassung als Rechtsanwalt begann er in Griffin in diesem Beruf zu arbeiten. Während des Bürgerkrieges diente er für kurze Zeit im Heer der Konföderierten Staaten. Allerdings musste er auch den Militärdienst aus gesundheitlichen Gründen aufgeben. Danach war er Staatsanwalt im Gerichtsbezirk Flint.
Politisch war Beck Mitglied der Demokratischen Partei. Nach dem Tod des Abgeordneten Thomas J. Speer wurde er bei der fälligen Nachwahl für den vierten Sitz von Georgia als dessen Nachfolger in das US-Repräsentantenhaus in Washington, D.C. gewählt, wo er am 2. Dezember 1872 sein neues Mandat antrat. Da er bei den regulären Wahlen des Jahres 1872 auf eine weitere Kandidatur verzichtete, konnte er bis zum 3. März 1873 nur die laufende Legislaturperiode im Kongress beenden.
Nach seinem Ausscheiden aus dem US-Repräsentantenhaus arbeitete Erasmus Beck wieder als Anwalt. Von 1890 bis zu seinem Tod am 22. Juli 1898 war er städtischer Richter in Griffin.